# Silene hussonii
Silene hussonii är en nejlikväxtart som beskrevs av Pierre Edmond Boissier. Silene hussonii ingår i släktet glimmar, och familjen nejlikväxter. Inga underarter finns listade i Catalogue of Life.